# Евсевия (святая, Амаж)
Евсе́вия (лат. Eusebia, старофр. Ysoie, фр. Eusébie; 640 или 649 — 16 марта 680 или 689) — христианская святая, аббатиса монастыря Хаматик.

## Биография
Родилась в знатной семье, мать — святая Риктруда, отец — святой Адальбальд. После гибели мужа святая Риктруда стала настоятельницей монастыря в Мархиане (современный Маршьен на северо-востоке Франции), а малолетняя Евсевия была отправлена в соседний монастырь в Хаматике (ныне Вандиньи-Амаж), где настоятельницей была её прабабушка, святая Гертруда. После смерти Гертруды около 655 года Евсевия в возрасте 12 лет стала настоятельницей монастыря, однако мать решила, что дочь слишком мала для такой должности, и велела привезти её и остальных монахинь из Хаматика в свой монастырь. Однако Евсевия продолжала ходить в свой опустевший монастырь молиться, что в конце концов вынудило Риктруду отпустить дочь. Евсевия была настоятельницей монастыря в течение 23 лет, после чего умерла 16 марта по одним данным 680, по другим — 689 года в возрасте 40 лет.

## После смерти
Евсевия была похоронена в монастырской церкви и на её могиле якобы стали совершаться чудеса, её память отмечается в Западным христианством 16 марта. Около 690 года была построена более просторная церковь, куда 18 ноября были перенесены её мощи, и в этот день стал отмечаться праздник в память этого события. 20 сентября 1537 года мощи Евсевии бели перенесены в Маршьен, где упокоились вместе с мощами её матери Риктруды. Во время Французской революции 1793 года мощи были конфискованы правительством и перевезены в Париж, где они хранились до 1830 года, после чего были утеряны по время Июльской революции. Их дальнейшая судьба неизвестна.